# Калачики кільчасті
Калачики кільчасті, мальва кільчаста (Malva verticillata) — вид рослин з роду калачики (Malva).

## Поширення
Батьківщиною цього виду є Китай, звідки він натуралізувався в багатьох інших країнах.

## Практичне використання
Рослина має їстівне листя та насіння, які додають в салати. У Китаї з мальви кільчастої виробляють чай.